# アグスティン・マリア・ムニョス

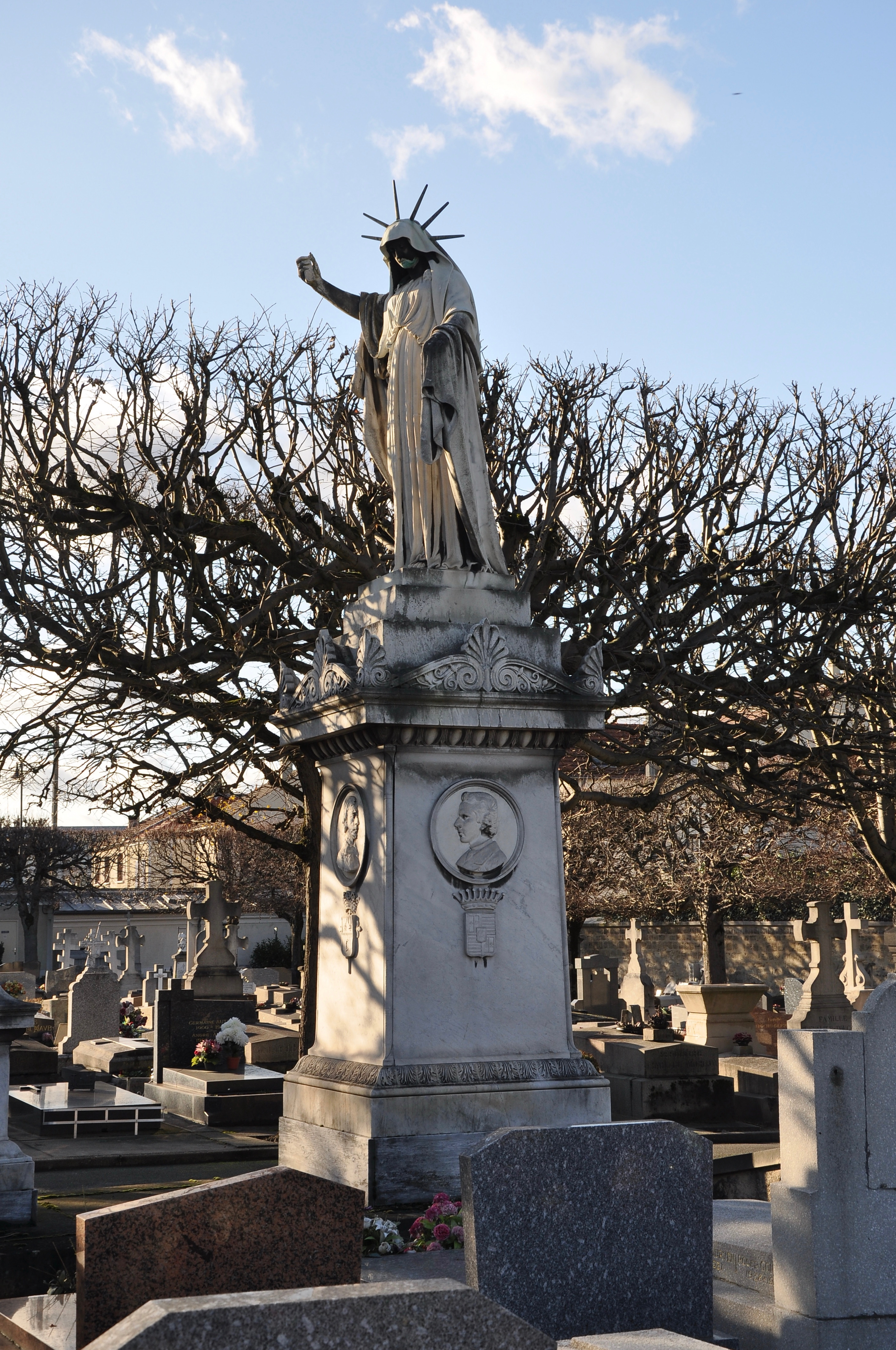
リュエイユ＝マルメゾンに建つフェルナンドと2人の弟フアン、ホセの墓

アグスティン・フェルナンド・マリア・ムニョス・イ・デ・ボルボン（Agustín Fernando María Muñoz y de Borbón, 1837年3月15日 マドリード - 1855年7月15日 リュエイユ＝マルメゾン）は、スペイン女王イサベル2世の異父弟。女王の摂政・母后マリア・クリスティーナ王太后とその再婚相手アグスティン・フェルナンド・ムニョスの間に生まれた長男。初代タランコン公爵（Duque de Tarancón）、初代ロストロジャーノ子爵（Vizconde de Rostrollano）およびエクアドル公（Príncipe de Ecuador）。

## 生涯
両親の結婚は醜聞として取り沙汰され、1840年にアグスティンと両親および兄弟姉妹はフランスに亡命してマルメゾン城で暮らすが、1843年には帰国した。1847年、姉イサベル2世よりグランデの身分とタランコン公爵位を授けられた。1849年6月10日、女王により2つ目の爵位であるロストロジャーノ子爵に叙せられた。
1846年、エクアドルの王位に就くように打診された（Intentos monárquicos en Ecuador）。アグスティンの国王就任の準備は元エクアドル大統領フアン・ホセ・フローレスによって進められ、アグスティンはエクアドル公の称号で呼ばれるようになった。この王位獲得計画はスペイン政府およびイギリス政府の支持を得たが、結局は実現しなかった。1854年に再び母が失脚するとフランスに戻り、翌1855年にマルメゾンで死去、リュエイユ＝マルメゾンの墓地に葬られた。18歳だった。